# ノエマ
ノエマ（独: Noema、希: noēma）はフッサールの現象学において、ノエシスに対して意識の内面における客観的側面をさす用語であり「所縁」とも呼ばれる。

## 概要

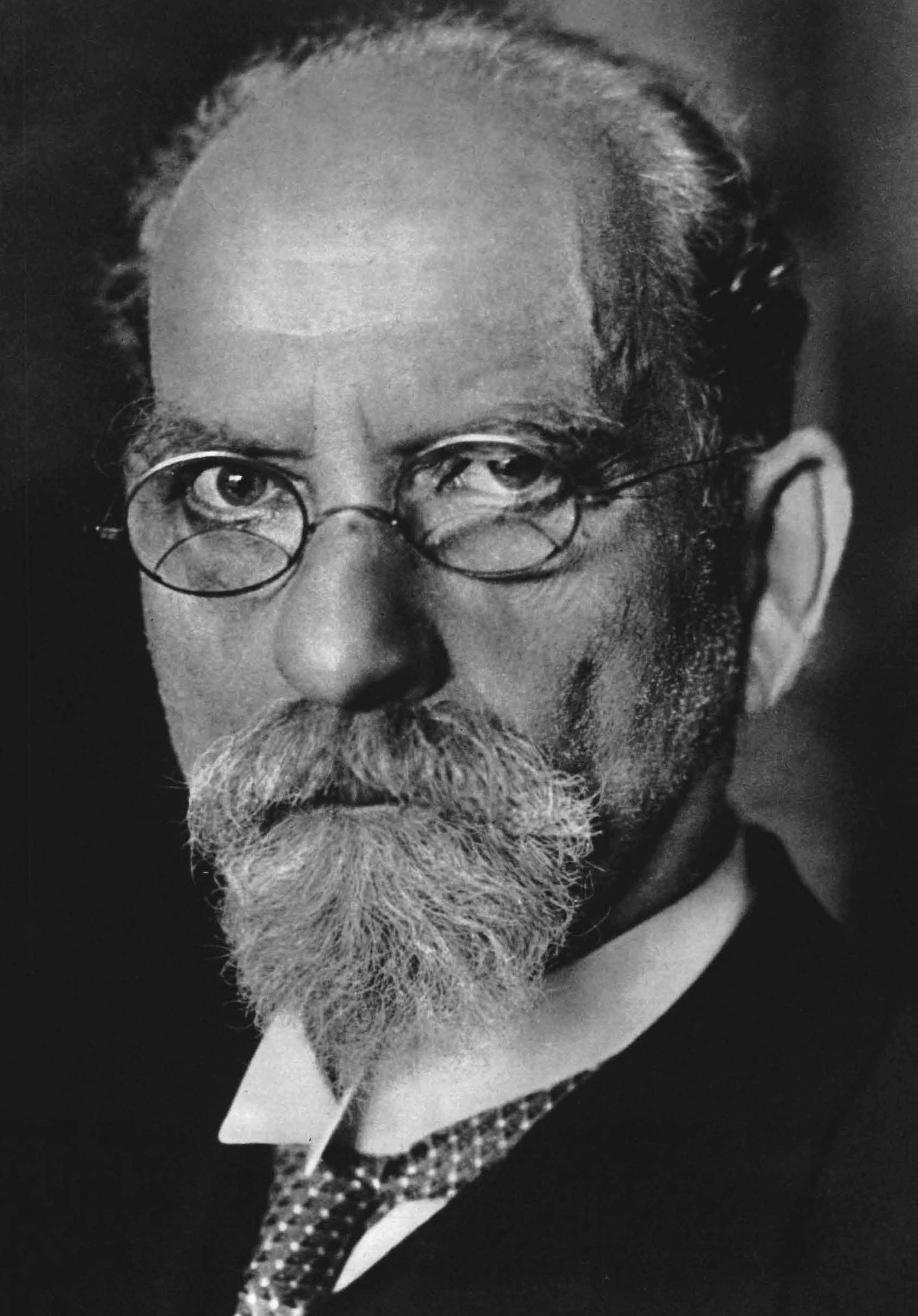
フッサール 1910年

フッサールの現象学では、ノエマ的内面とも呼ばれている。あえてギリシア語を用いたのはノエマが決して超越的存在ではなく、志向的客観、志向的対象であることを示すためである。
ノエマは志向体験において意識はされているがままの意識対象であり、ノエシスの動きによって内容をもたない混沌とした感覚に意味を付与しこれを知覚表象を成立させることであり、志向体験の実的成素ではない。ノエマは志向的体験である意識作用の志向的相関者として志向的体験に志向的に内在するものである。
西田幾多郎は「自覚的一般者」の構造をノエシス面とノエマ面とに分ける。例えば「赤いコレ！」では「赤い」がノエシス面で、「コレ！」がノエマ面に相当するが、ノエシス面が時間の経過と共に変化する「働き」であるのに対して、ノエマ面はノエシスによっては何処までも不可知なままである。このことに対して西田は現象学ではノエマは意識現象の対象面としてしか捉えておらず、意識現象の一部分にすぎないと批判的に論評している。
ノエマの概念は様々な解釈が存在する。知覚のゲルシュタルト理論に影響を受けつつ、ノエマを体系的に組織され局面的に提示されている現象、換言すると対象の具体的な射影的呈示と捉える解釈もある。また、フレーゲによる言語的な意義と指示する対象との区別を前提として、ノエマを言語的な意義に類似した抽象的存在とみなすような解釈もある。